# 부호 워드
부호 워드 또는 코드 워드(code word)는 표준화된 코드 또는 프로토콜의 요소이다. 각 부호 워드는 부호의 특정 규칙에 따라 재조립되며 유일한 의미를 할당받는다.
코드워드는 일반적으로 신뢰성, 명확성, 간결성, 은닉성에 대한 근거로 사용된다.

## 같이 보기
- 비밀번호
- 통화표